# Blackburnium pontiferum
Blackburnium pontiferum är en skalbaggsart som beskrevs av Blackburn 1904. Blackburnium pontiferum ingår i släktet Blackburnium och familjen Bolboceratidae. Inga underarter finns listade.